# Opasatika
Opasatika to gmina (ang. township) w Kanadzie, w prowincji Ontario, w dystrykcie Cochrane.
Powierzchnia Opasatika to 329,98 km². Według danych spisu powszechnego z roku 2001 Opasatika liczy 325 mieszkańców (0,98 os./km²).